# Lucius (musikgrupp)
Lucius är ett indiepopband från Brooklyn i New York. De skivdebuterade 2009 med det egenutgivna albumet Songs From The Bromley House och har sedan dess utkommit med tre skivbolagsproducerade studioalbum. Albumet Nudes från 2018 är en blandning av nya låtar, coverlåtar och tidigare låtar av bandet i akustisk tappning.

## Diskografi
- 2009 – Songs From The Bromley House
- 2013 – Wildewoman
- 2016 – Good Grief
- 2018 – Nudes

## Samarbeten
- 2021 – I Don't Live Here Anymore feat. Lucius av The War on Drugs.[2]